# Gérard César
Pour les articles homonymes, voir César.
Gérard César, né le 19 décembre 1934 à Caudéran (Gironde) et mort le 8 mai 2024 à Rauzan, est un homme politique français.

## Biographie
Viticulteur de profession, il devient député de la 9e circonscription de la Gironde le 28 septembre 1976, en remplacement de Robert Boulin, nommé ministre, dont il est le suppléant. Il est réélu comme suppléant en 1978 et retrouve son siège de député, Boulin restant membre du gouvernement. Battu en 1981 par Gilbert Mitterrand, il est réélu au scrutin de liste en 1986, puis de nouveau battu par Gilbert Mitterrand en 1988.
Le 15 juin 1990, il devient sénateur de la Gironde, lors du décès de Jean-François Pintat, dont il est le suppléant. Il est réélu le 27 septembre 1998 sous l'étiquette RPR. 
À l'occasion des élections sénatoriales de 2008, et à la suite de sa défaite aux législatives de 2007, Alain Juppé exige la présence d'Hugues Martin sur la liste UMP au détriment de Gérard César. Ce dernier décide alors de prendre la tête d'une liste indépendante pour « défendre le monde rural », et ce malgré les « pressions » exercées par Alain Juppé. Finalement, le 21 septembre 2008, la liste conduite par Gérard César recueille 18,68 % des voix, ce qui permet sa réélection,.
Il soutient Alain Juppé pour la primaire présidentielle des Républicains de 2016.
Le 1er octobre 2017, il fait partie des treize derniers sénateurs (sur un total de 41) à démissionner pour privilégier leurs mandats locaux, en application de la loi du 14 février 2014 sur le non-cumul des mandats en France,. Florence Lassarade, qui le suivait sur la liste en 2014, le remplace.
En mars 2022, il est victime d'un grave accident de tracteur à Lugasson, et démissionne de ses mandats quelques mois plus tard,.
Gérard César meurt le 8 mai 2024 à Rauzan à l’âge de 89 ans.

## Mandats
- 1974 - 14 juin 2022 : Maire de Rauzan (Gironde)
- 17 avril 2014 - 9 novembre 2022 : Président de la communauté de communes Castillon-Pujols
- 28 septembre 1976 - 22 mai 1981 : député RPR de la 9e circonscription de la Gironde
- 16 mars 1986 - 14 mai 1988 : député RPR de la Gironde.
- 1973 - 2011 : conseiller général du canton de Pujols (DVD puis RPR puis UMP)
- 15 juin 1990 - 1er octobre 2017 : sénateur RPR puis UMP de la Gironde.

## Décorations
Le 31 décembre 2019, Gérard César est nommé au grade de chevalier dans l'ordre national de la Légion d'honneur au titre de « sénateur honoraire et ancien député de la Gironde ; 63 ans de services ».
Il est chevalier de l'ordre du Mérite agricole.

## Pour approfondir